# 石川明 (実業家)
石川 明（いしかわ あきら、1937年（昭和12年）8月12日 - 2004年（平成16年）3月30日）は日本の実業家。
1937年（昭和12年）8月12日千葉県野田市に生まれる。1960年3月に東京電機大学工学部電気通信工学科（現・情報通信工学科）を卒業後、同年4月チッソに入社、半導体向けシリコン材料の生産・検査などを4年ほど担当する。
しかし集積回路の考案者であるジャック・キルビーがいたテキサス・インスツルメンツにあこがれ、日本テキサス・インスツルメンツに転職し、生産技術の革新、工場の立ち上げ、組合運動への対応等の実績を残す。
その後本社副社長兼日本テキサス・インスツルメンツの社長として国際提携を担当、売上高にして年間1000億から1500億円の事業を毎年一つずつ立ち上げた。画期的な球状半導体を開発して多数の特許を取得した。

## 略歴
- 1960年（昭和35年） - 株式会社チッソ入社
- 1968年（昭和43年） - 日本テキサス・インスツルメンツ入社
- 1972年（昭和47年） - 米テキサス・インスツルメンツ　ヒューストン工場出向
- 1973年（昭和48年） - 日本テキサス・インスツルメンツ　日出工場長就任
- 1979年（昭和54年） - 日本テキサス・インスツルメンツ　取締役就任
- 1982年（昭和57年） - 日本テキサス・インスツルメンツ　代表取締役社長就任
- 1986年（昭和61年） - 日本テキサス・インスツルメンツ　社長　兼　米テキサス・インスツルメンツ上席副社長就任
- 1988年（昭和61年） - 米テキサス州ダラスに移住
- 1996年（平成08年） - 3月 退職
- 1996年（平成08年） - 10月 AAKI Semiconductor（現・Ball Semiconductor Inc.）設立
- 2004年（平成16年） - 胃がんのため死去、享年66歳

## 特許
- アメリカ合衆国特許第 6,366,206号
- アメリカ合衆国特許第 6,546,268号
- アメリカ合衆国特許第 5,955,776号
- アメリカ合衆国特許第 6,447,448号
- アメリカ合衆国特許第 6,415,184号
- アメリカ合衆国特許第 6,464,687号
- アメリカ合衆国特許第 6,266,567号
- アメリカ合衆国特許第 6,251,550号
- アメリカ合衆国特許第 6,261,247号
- アメリカ合衆国特許第 5,945,725号
- アメリカ合衆国特許第 6,178,131号
- アメリカ合衆国特許第 6,179,922号
- アメリカ合衆国特許第 6,355,873号
- アメリカ合衆国特許第 6,423,974号
- アメリカ合衆国特許第 6,203,658号

他多数